# 非核三原则
非核三原则，即“不拥有、不生产、不引进”核武器。為日本政府於1967年所宣布之防衛政策。

## 緣起
1945年8月，美軍B-29轟炸機分別在長崎與廣島投下原子彈，為二次大戰畫下句號。有鑑於日本當局與民眾對於核武器的恐懼，加上日本因應韓戰與冷戰而被美國納入「核保護傘」底下；在此同時由於日本身為戰敗國，同盟國禁止日本持有任何形式的侵略性武裝（戰略轟炸機、彈道飛彈、巡弋飛彈、航空母艦、巡洋艦、核動力潛艦與核生化武器等），故日本當局為了保障自身和平與駐日美軍的協防，以「非核三原則」為日本其中一個重大國防決策。

## 非核三原則與駐日美軍
1950年，隨著韓戰爆發，美國將領麥克阿瑟曾主張使用曾在二戰中大顯神威的原子彈攻擊滿洲地區，以阻絕彭德懷率領的中國人民志願軍源源不絕的攻勢；美軍曾把原子彈運抵沖繩並準備對付彭所率領的志願軍，但被時任總統杜魯門下令阻止使用，以免激怒蘇聯領導人史達林與中國領導人毛澤東對美方展開更激烈的報復。
冷戰時期，美國第七艦隊正式進駐橫須賀軍港，有鑑於日本方面對核子武器的反彈聲浪，美軍曾長期在橫須賀部署傳統動力的小鷹級航空母艦，先後介入了波斯灣戰爭與台海飛彈危機等美國對外爭端。後來美國最後一艘傳統動力航母小鷹號服役期限已到，在小鷹號除役並駛離橫須賀後，駐日第七艦隊改由核動力的尼米茲級喬治·華盛頓號進駐。
除了美國第七艦隊外，美國空軍所部署的戰略轟炸機B-52與B-2，具有攜帶核彈的能力，並可隨時從平時駐紮的關島安德森空軍基地飛抵日本琉球嘉手納基地與普天間基地進行前線部署，以應付軍力不斷強化的美軍首要假想敵之一，中國人民解放軍。

## 日本的核武装舆论
1995年3月，日本《宝石》杂志聲稱“日本能在183天内造出原子弹”
2002年4月6日，日本在野党自由党党魁小泽一郎表示：“如果中国过度膨胀的话，日本就要制造核武器来反制中国；日本核电厂里的钚完全可以制造出4000多枚的核弹头，我们在军事实力上不会输给中国。”
2003年8月，日本《朝日新闻》开辟了专栏“时流自论”辩论日本是否应拥有核武器，陆续发表了45位专家和评论员的文章，其中不少强烈主张日本应有核武器。

### 陰謀論
2011年東日本大地震期間，位於福島縣的福島第一核電廠發生事故，迫使方圓五十公里的居民全部撤離；而日本傳媒則披露了一件事，1970年代初興建的福島核一廠是使用舊式的核反應爐，其中鈾原料消耗後會產生可提煉為核武的副產品鈽，引發核武陰謀論，負責運轉福島核一廠的東京電力公司被日本輿論大肆批評。